# Georges Pompidou
Georges Jean Raymond Pompidou (pronunție audioⓘ; n. 5 iulie 1911, Montboudif, Auvergne, Franța – d. 2 aprilie 1974, Paris, Région parisienne, Franța) a fost un om politic francez. După Charles de Gaulle, el a devenit președintele celei de a cincea Republici Franceze pe perioada de la 20 iunie 1969 până la moartea sa (2 aprilie 1974).